# Helmut Ammon
Helmut Ammon (* 17. November 1898 in Kirchheimbolanden; † 1976) war ein deutscher Ministerialbeamter.

## Leben und Tätigkeit
1926 trat Helmut Ammon als Assessor in den Dienst der Deutschen Reichsbahn und nahm an den Reichsbahndirektionen Ludwigshafen, Essen und Kassel eine Ausbildung auf. Von 1934 bis 1935 war er Vorstand der Verkehrsämter Altena (Westf.) und Gummersbach und im Anschluss daran bis 1941 Dezernent der Reichsbahndirektionen Saarbrücken, Stuttgart und Nürnberg. Im Zweiten Weltkrieg wurde er zunächst als Dezernent bei der Eisenbahnbetriebsdirektion Lodz und ab 1941 als Leiter des Verkehrs- und Wagendienstes der Feldeisenbahndirektion 2 in den besetzten Gebieten Polens und der UdSSR eingesetzt. 1942 erfolgte seine Beförderung zum Abteilungsleiter der Generaldirektion der Ostbahn Krakau. Diese Funktion übte er bis zur sowjetischen Besetzung der Stadt aus. Ammon ging daraufhin nach Bayern, wo er 1945 Dezernent und Abteilungsleiter der Eisenbahndirektion Nürnberg wurde. 1949 wechselte er an die Hauptverwaltung der Deutschen Bundesbahn in Offenbach, die 1954 nach Frankfurt am Main umzog. Von 1950 bis 1963 leitete er dort als Ministerialdirigent die Finanzabteilung (Abteilung IV). Mit 65 Jahren ging er 1963 in den Ruhestand.
Als Ministerialdirektor a. D. war er 1964/1965 Mitglied der Sachverständigen-Kommission für die Deutsche Bundespost.